# George Bruce Halsted

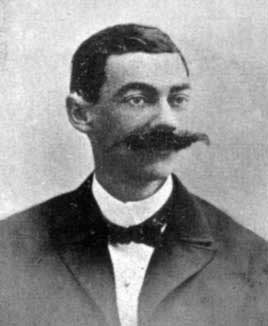
George Bruce Halsted, 1900

George Bruce Halsted (* 25. November 1853; † 16. März 1922; oft G. B. Halsted zitiert) war ein US-amerikanischer Mathematiker, der sich mit Geometrie beschäftigte.
Halsted studierte an der Princeton University (Bachelor 1875, Master 1878) und promovierte 1879 an der Johns Hopkins University bei James Joseph Sylvester (als dessen erster Doktorand). Danach war er Instructor in Princeton, bis er 1884 als Professor an die University of Texas at Austin ging, wo er unter anderem Robert Lee Moore und Leonard Dickson unterrichtete. Als er die Wahl eines Professors öffentlich kritisierte (der dem fähigeren R. L. Moore vorgezogen wurde) wurde er in Austin entlassen. Halsted ging an das St. John’s College in Annapolis, 1903 bis 1906 war er am Kenyon College in Gambier in Ohio und danach bis 1914 am Colorado State College of Education in Greeley.
Halsted führte durch Bücher und Übersetzungen (unter anderem von Henri Poincaré, Giovanni Girolamo Saccheri, János Bolyai, Nikolai Lobatschewski) die nichteuklidische Geometrie in den USA ein. Sein auf David Hilberts Axiomen basierendes elementares Geometrie-Lehrbuch Rational Geometry (1904) wurde ins Deutsche, Französische und Japanische übersetzt.
Er war Vizepräsident der American Association for the Advancement of Science.